# Campionati del mondo di atletica leggera indoor 2022 - 1500 metri piani maschili
La gara dei 1500 metri piani maschili dei campionati del mondo di atletica leggera indoor 2022 si è svolta il 19 e il 20 marzo.

## Podio
| Pos.    | Atleta             | Nazionalità | Tempo   |
| ------- | ------------------ | ----------- | ------- |
| Oro     | Samuel Tefera      | Etiopia     | 3'32"77 |
| Argento | Jakob Ingebrigtsen | Norvegia    | 3'33"02 |
| Bronzo  | Abel Kipsang       | Kenya       | 3'33"36 |

## Situazione pre-gara

### Record
Prima di questa competizione, il record del mondo indoor e il record dei campionati erano i seguenti.
| Record                | Prestazione | Atleta                      | Data e luogo                     | Competizione                     |
| --------------------- | ----------- | --------------------------- | -------------------------------- | -------------------------------- |
| Record mondiale       | 3'30"60     | Jakob Ingebrigtsen Norvegia | 17 febbraio 2022 Liévin, Francia | Meeting internazionale di Liévin |
| Record dei campionati | 3'33"77     | Haile Gebrselassie Etiopia  | 7 marzo 1999 Parigi, Francia     | Campionati del mondo indoor 1999 |

### Campioni in carica
I campioni in carica a livello mondiale erano:
| Campione        | Atleta                      | Prestazione | Data e luogo                         | Competizione                     |
| --------------- | --------------------------- | ----------- | ------------------------------------ | -------------------------------- |
| Olimpico        | Jakob Ingebrigtsen Norvegia | 3'28"32     | 7 agosto 2021 Tokyo, Giappone        | Giochi della XXXII Olimpiade     |
| Mondiale indoor | Samuel Tefera Etiopia       | 8'14"41     | 4 marzo 2018 Birmingham, Regno Unito | Campionati del mondo indoor 2018 |

### La stagione
Prima di questa gara, gli atleti con le migliori tre prestazioni dell'anno erano:
| Pos. | Atleta                      | Prestazione | Data e luogo                         |
| ---- | --------------------------- | ----------- | ------------------------------------ |
| 1    | Jakob Ingebrigtsen Norvegia | 3'30"60     | 17 febbraio 2022 Liévin, Francia     |
| 2    | Josh Kerr Gran Bretagna     | 3'32"86     | 27 febbraio 2022 Boston, Stati Uniti |
| 3    | Samuel Tefera Etiopia       | 3'33"70     | 17 febbraio 2022 Liévin, Francia     |

## Risultati

### Batterie di qualificazione
Le batterie di qualificazione si sono tenute il 19 marzo a partire dalle ore 12:14.
Passano alla finale i primi due atleti di ogni batteria (Q) e i successivi quattro atleti più veloci (q).

#### Batteria 1
| Pos | Atleta             | Nazionalità | Tempo          | Note |
| --- | ------------------ | ----------- | -------------- | ---- |
| 1   | Teddese Lemi       | Etiopia     | 3'38"25        | Q    |
| 2   | Jakob Ingebrigtsen | Norvegia    | 3'38"42        | Q    |
| 3   | Joshua Thompson    | Stati Uniti | 3'38"61 (.604) | q    |
| 4   | Michał Rozmys      | Polonia     | 3'38"61 (.608) | q    |
| 5   | Ismael Debjani     | Belgio      | 3'39"47        |      |
| 6   | Saúl Ordóñez       | Spagna      | 3'43"67        |      |
| 7   | Luke McCann        | Irlanda     | 3'44"03        |      |

#### Batteria 2
| Pos | Atleta             | Nazionalità   | Tempo   | Note                                     |
| --- | ------------------ | ------------- | ------- | ---------------------------------------- |
| 1   | Neil Gourley       | Gran Bretagna | 3'42"79 | Q                                        |
| 2   | Robert Farken      | Germania      | 3'43"10 | Q                                        |
| 3   | Ignacio Fontes     | Spagna        | 3'43"75 |                                          |
| 4   | Charles Grethen    | Lussemburgo   | 3'44"87 |                                          |
| 5   | Eric Nzikwinkunda  | Burundi       | 3'46"02 | TR17.4.3-4                               |
| 6   | Abdelati El Guesse | Marocco       | 3'47"43 |                                          |
| 7   | Nesim Amsellek     | Italia        | 3'55"51 |                                          |
| 8   | Gaylord Silly      | Seychelles    | 3'57"16 | Miglior prestazione personale stagionale |

#### Batteria 3
| Pos | Atleta         | Nazionalità   | Tempo   | Note |
| --- | -------------- | ------------- | ------- | ---- |
| 1   | Samuel Tefera  | Etiopia       | 3'37"05 | Q    |
| 2   | Pietro Arese   | Italia        | 3'37"31 | Q    |
| 3   | Isaac Nader    | Portogallo    | 3'37"60 | q    |
| 4   | Samuel Prakel  | Stati Uniti   | 3'38"69 | q    |
| 5   | Federico Bruno | Argentina     | 3'39"34 |      |
| 6   | Jack Anstey    | Australia     | 3'46"68 |      |
| 7   | George Mills   | Gran Bretagna | 3'47"41 |      |

#### Batteria 4
| Pos | Atleta            | Nazionalità   | Tempo   | Note                          |
| --- | ----------------- | ------------- | ------- | ----------------------------- |
| 1   | Abel Kipsang      | Kenya         | 3'37"67 | Q                             |
| 2   | Oliver Hoare      | Australia     | 3'38"43 | Q                             |
| 3   | Abdelatif Sadiki  | Marocco       | 3'39"38 |                               |
| 4   | Cameron Proceviat | Canada        | 3'40"47 |                               |
| 5   | Andrew Coscoran   | Irlanda       | 3'40"53 |                               |
| 6   | Simas Bertašius   | Lituania      | 3'48"48 |                               |
| 7   | Abraham Guem      | Sudan del Sud | 3'48"82 | Record nazionale              |
| 8   | Alaa Algorni      | Libia         | 3'59"50 | Miglior prestazione personale |

### Finale
La finale si è tenuta il 20 marzo alle ore 18:35.
| Pos | Atleta             | Nazionalità   | Tempo   | Note                                     |
| --- | ------------------ | ------------- | ------- | ---------------------------------------- |
|     | Samuel Tefera      | Etiopia       | 3'32"77 | Record dei campionati                    |
|     | Jakob Ingebrigtsen | Norvegia      | 3'33"02 |                                          |
|     | Abel Kipsang       | Kenya         | 3'33"36 | Miglior prestazione personale stagionale |
| 4   | Teddese Lemi       | Etiopia       | 3'33"59 | Miglior prestazione personale stagionale |
| 5   | Oliver Hoare       | Australia     | 3'34"36 | Miglior prestazione personale stagionale |
| 6   | Neil Gourley       | Gran Bretagna | 3'35"87 |                                          |
| 7   | Michał Rozmys      | Polonia       | 3'36"71 | Miglior prestazione personale stagionale |
| 8   | Pietro Arese       | Italia        | 3'37"60 |                                          |
| 9   | Samuel Prakel      | Stati Uniti   | 3'38"40 | Miglior prestazione personale stagionale |
| 10  | Isaac Nader        | Portogallo    | 3'39"97 |                                          |
| 11  | Robert Farken      | Germania      | 3'41"29 |                                          |
| 12  | Joshua Thompson    | Stati Uniti   | 3'44"48 |                                          |